# Łoś (SIMC 0007315)
Łoś – osada leśna w Polsce, położona w województwie mazowieckim, w powiecie piaseczyńskim, w gminie Prażmów.

## Miejscowości o nazwie Łoś w gminie Prażmów
W gminie Prażmów istnieją trzy miejscowości podstawowe o nazwie Łoś, w tym 1 wieś i 2 osady leśne. Niniejszy artykuł dotyczy osady leśnej o nazwie Łoś, która posiada identyfikator SIMC 0007315. Wieś o nazwie Łoś posiada identyfikator SIMC 0007290. Druga osada leśna o nazwie Łoś posiada identyfikator SIMC 0007309.